# Cajvana

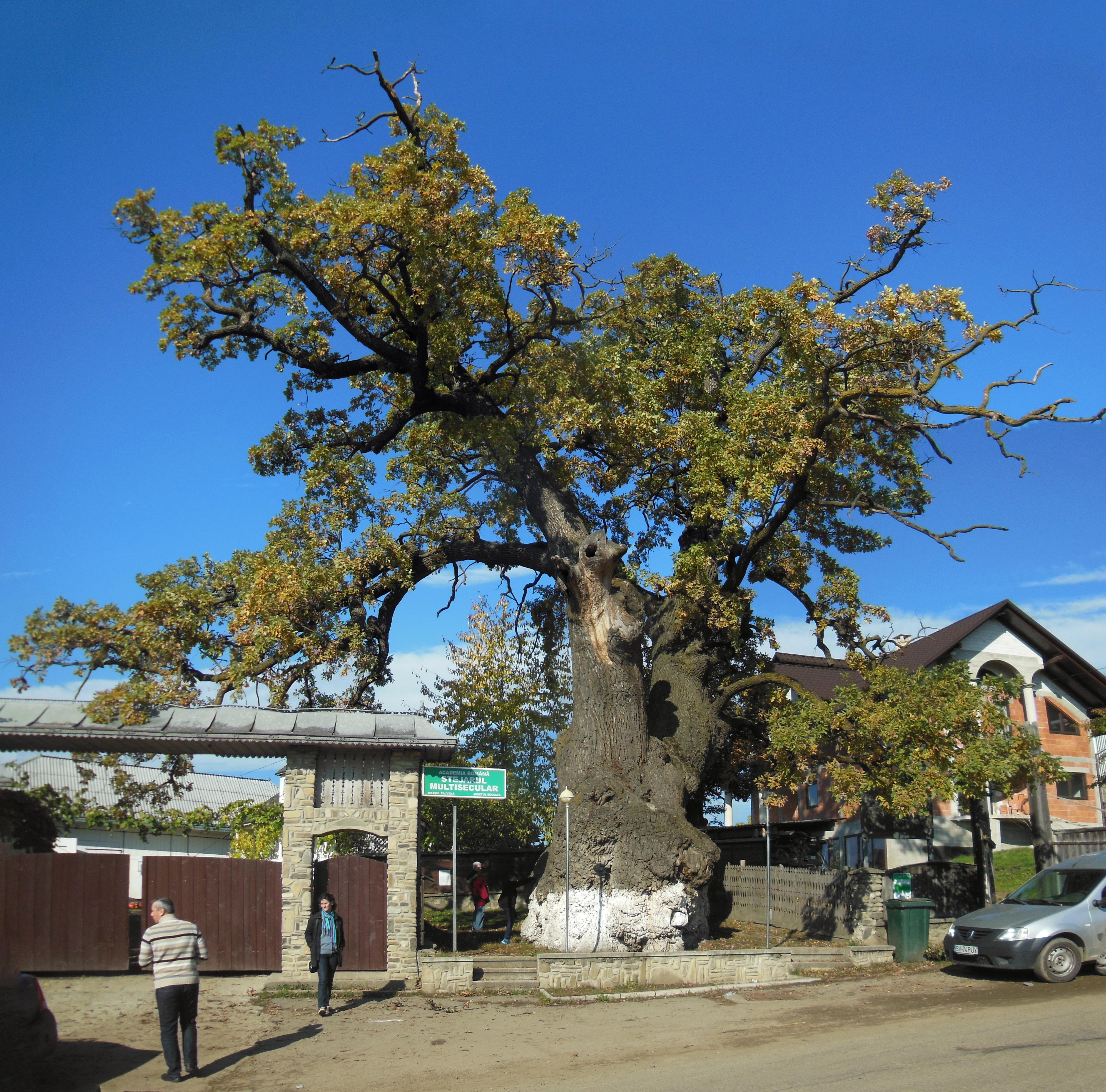
Die jahrhundertealte Eiche in Cajvana

Cajvana (deutsch Keschwana, ukrainisch Кажване Kashwane) ist eine Kleinstadt im Kreis Suceava in der rumänischen Region Bukowina.

## Lage
Cajvana liegt an gleichnamigen Bach auf einer Hochebene unmittelbar am östlichen Rand der Obcina Mare, eine Teilgebirge der Ostkarpaten. An der Kreisstraße (drum județean) DJ 178D befindet sich Cajvana etwa 25 Kilometer westlich von der Kreishauptstadt Suceava entfernt.

## Geschichte
Cajvana wurde im Jahr 1575 erstmals urkundlich erwähnt. Es war zunächst im Besitz moldauischer Adelsfamilien, von 1615 bis 1785 des Klosters in Solca. Seit 1775 gehörte der Ort zu Österreich-Ungarn. Er blieb jedoch nahezu ausschließlich von Rumänen bewohnt. Aus dem Jahr 1797 ist ein Hexenprozess bezeugt, bei dem mehrere Frauen des Dorfes beschuldigt wurden, für eine anhaltende Dürre verantwortlich zu sein. Nach Ende des Ersten Weltkrieges gelangte Cajvana an Rumänien. 2004 wurde der Ort zur Stadt erklärt.
Die wichtigsten Erwerbszweige sind die Landwirtschaft, der Handel, das Handwerk und die Kleinindustrie.

## Bevölkerung
1930 waren von den damals ca. 3200 Bewohnern der heutigen Stadt einige Dutzend Deutsche, die übrigen Rumänen. Bei der Volkszählung 2002 lebten in Cajvana 7263 Personen, darunter 7231 Rumänen, 31 Roma und ein Magyare. 7128 wohnten in der eigentlichen Stadt, 135 im eingemeindeten Ort Codru. 2011 wurden auf dem Stadtgebiet 6901 Menschen registriert, von denen waren 6755 Rumänen, 50 Roma und restliche machten keine Angaben zu deren Volkszugehörigkeit.

## Verkehr
Cajvana hat keinen Eisenbahnanschluss. Der nächstgelegene Bahnhof befindet sich im eingemeindeten Dorf Soloneț der Gemeinde Todirești an der Bahnstrecke Dărmănești–Câmpulung Moldovenesc. Es bestehen Busverbindungen nach Gura Humorului und Rădăuți.

## Sehenswürdigkeiten
- Eine etwa 900 Jahre alte Eiche (⊙) auf einem Hügel der Stadtmitte von Cajvana, etwa 120 Meter vom Bach Cajvana entfernt, hat auf einer Höhe von einem Meter einen Durchmesser von 3,22 bis 3,78 Meter, somit einen Umfang von 10,99 Meter. 1970 wurde sie vom Blitz getroffen, sodass ein Teil der Krone beschädigt wurde und die Brandspuren entlang des mittleren Astes noch zu erkennen sind.[6] Da die Kreisstraße nur zehn Meter von der Eiche entfernt verläuft, wurde 1985 bei einer Straßensanierung eine der Baumwurzeln durchtrennt. Auch wegen des nicht gedrosselten Schwerlastverkehrs wurde 2010 eine deutliche Verschlechterung des Zustands der Eiche festgestellt (Stand 2010). Die multisäkulare Eiche steht seit 1942 unter Denkmalschutz.[7]

## Persönlichkeiten
- Hugo Weczerka (1930–2021), deutscher Historiker, Herausgeber sowie Sach- und Fachbuchautor